# Amphoe Sai Thong Watthana
Amphoe Sai Thong Watthana (Thai: อำเภอ ทรายทองวัฒนา)  ist ein Landkreis (Amphoe – Verwaltungs-Distrikt) im Osten der Provinz Kamphaeng Phet. Die Provinz Kamphaeng Phet liegt in der Nordregion von Thailand. 

## Geographie
Amphoe Sai Thong Watthana besitzt nur eine sehr schmale Grenze zur Nachbarprovinz Phichit, es grenzt von Süden im Uhrzeigersinn an die Amphoe Bueng Samakkhi, Khlong Khlung und Sai Ngam der Provinz Kamphaeng Phet sowie an Amphoe Sam Ngam der Provinz Phichit.

## Geschichte
Am 1. April 1992 wurde Sai Thong Watthana zunächst als „Zweigkreis“ (King Amphoe) gegründet, indem man drei Tambon aus Khlong Khlung herauslöste.
Ursprünglich hieß die King Amphoe Thung Sai (Sandsack) nach dem zentralen Tambon. 1995 bekam der Bezirk seinen heutigen Namen Sai Thong Watthana.
Am 11. Oktober 1997 wurde er zu einer vollen Amphoe aufgewertet.

## Verwaltung

### Provinzverwaltung
Der Landkreis Sai Thong Watthana ist in drei Tambon („Unterbezirke“ oder „Gemeinden“) eingeteilt, die sich weiter in 38 Muban („Dörfer“) unterteilen.
| Nr. | Name            | Thai     | Muban | Einw. |
| --- | --------------- | -------- | ----- | ----- |
| 01. | Thung Sai       | ทุ่งทราย   | 17    | 9.699 |
| 02. | Thung Thong     | ทุ่งทอง    | 11    | 7.247 |
| 03. | Thawon Watthana | ถาวรวัฒนา | 10    | 6.626 |

### Lokalverwaltung
Es gibt eine Kommune mit „Kleinstadt“-Status (Thesaban Tambon) im Landkreis:
- Thung Sai (Thai: เทศบาลตำบลทุ่งทราย) bestehend aus dem kompletten Tambon Thung Sai.

Außerdem gibt es zwei „Tambon-Verwaltungsorganisationen“ (องค์การบริหารส่วนตำบล – Tambon Administrative Organizations, TAO)
- Thung Thong (Thai: องค์การบริหารส่วนตำบลทุ่งทอง) bestehend aus dem kompletten Tambon Thung Thong.
- Thawon Watthana (Thai: องค์การบริหารส่วนตำบลถาวรวัฒนา) bestehend aus dem kompletten Tambon Thawon Watthana.